# Robert Edwards

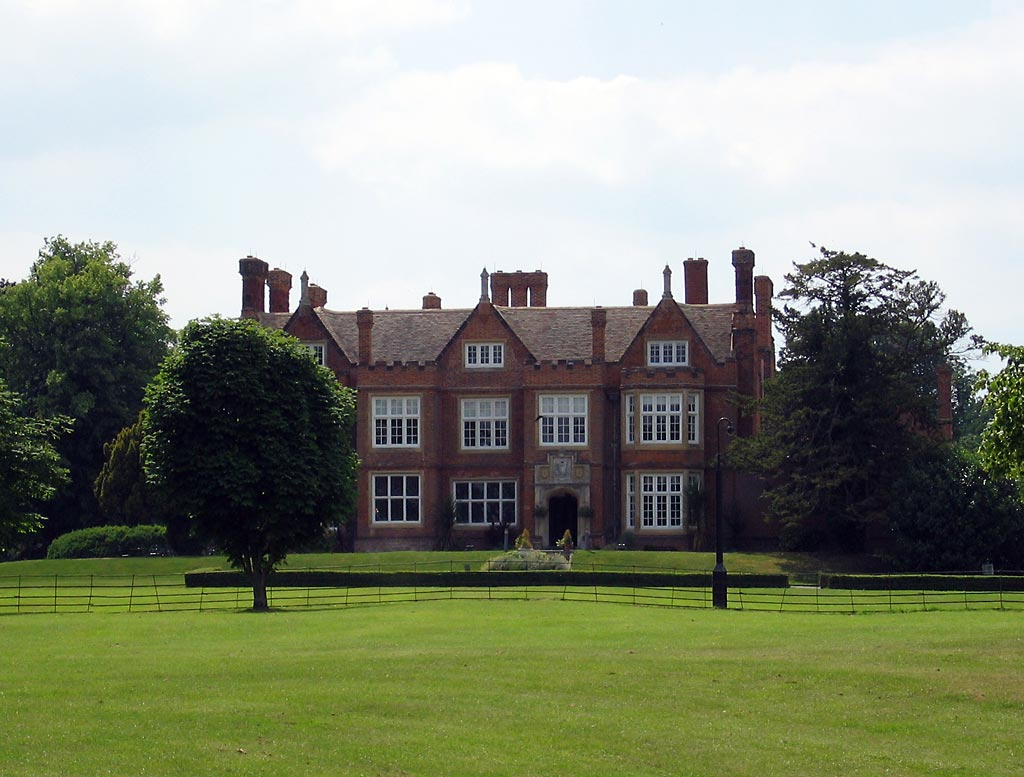
Bourn Hall Clinic i Bourn i Cambridgeshire, privatkliniken där Edwards och Steptoe erbjöd barnlösa par konstgjord befruktning under 1980-talet.

Robert Geoffrey Edwards, född 27 september 1925 i Batley, West Yorkshire, död 10 april 2013 i Cambridgeshire, var en brittisk fysiolog och pionjär inom reproduktionsmedicin med specialisering på in vitro-fertilisering (IVF), även kallat provrörsbefruktning. Tillsammans med kirurgen Patrick Steptoe lyckades Edwards framgångsrikt arbeta fram metoder för befruktning genom IVF, vilket ledde till den första födseln av ett barn som blivit till med hjälp av IVF, Louise Joy Brown, 25 juli 1978.

## Bakgrund
Robert Edwards, son till Samuel och Margaret Edwards, föddes i Batley i West Yorkshire och gick i skolan Manchester High School i Manchester. Han tjänstgjorde därefter i brittiska armén under andra världskriget. Mellan 1948 och 1951 gick han en agronomutbildning på University of Wales i Bangor (nuvarande Bangoruniversitetet), varefter han studerade genetik på Edinburghs universitet mellan 1951 och 1957. Han disputerade 1955 på en avhandling om embryonalutveckling hos möss. Omedelbart efter studierna fick han en ettårig tjänst på California Institute of Technology i USA och 1958 hade han en tjänst på brittiska National Institute of Medical Research. 1962 arbetade han på University of Glasgow för att ett år senare börja på universitetet i Cambridge, där han skulle tillbringa största delen av sitt yrkesverksamma liv.
1980 grundade Edwards och kollegan Patrick Steptoe Bourn Hall Clinic, världens första centrum för konstgjord befruktning. Under senare år var Robert Edwards professor emeritus vid universitetet i Cambridge.

## Priser och utmärkelser
Edwards tilldelades 2001 Laskerpriset och 2010 Nobelpriset i fysiologi eller medicin för sitt arbete med provrörsbefruktning. Edwards forskning från 1950-talet till 1970-talet ledde till att det första barnet som blivit till med hjälp av IVF föddes i juli 1978. Därefter har uppskattningsvis fyra miljoner människor fötts med denna metod. Nobelpriskommittén säger att hans arbete har lett till att man har kunnat lösa problemet med infertilitet, som är ett tillstånd som drabbar omkring 10 % av alla par över hela världen. Edwards utvecklade tekniken tillsammans med Patrick Steptoe, som avled 1988. Metoden har ungefär lika stor sannolikhet att skapa ett barn som vid befruktning efter samlag, det vill säga ungefär 20 %.
Edwards utnämndes av drottning Elizabeth II till riddare (engelska: Knight Bachelor) 11 juni 2011 och titulerades således sir Robert Edwards.